# Georges Bruhat
Pour les articles homonymes, voir Bruhat.
Georges Bruhat, né le 21 décembre 1887 à Besançon et mort le 1er janvier 1945 à Sachsenhausen, est un physicien français, professeur à l'École normale supérieure et à la Faculté des sciences de Paris, dont les ouvrages ont rendu les plus grands services pendant plus d'un demi-siècle aux étudiants français.

## Biographie
Georges Bruhat est né à Besançon, où son père était officier d'administration. Il fait de 1906 à 1909 des études supérieures à l'École normale supérieure (ENS), où il suit les conférences de physique de Henri Abraham, Marcel Brillouin et Aimé Cotton, et à la faculté des sciences de l'université de Paris, où il suit les cours de physique de Gabriel Lippmann et Edmond Bouty et obtient les licences ès sciences physiques et ès sciences mathématiques en 1908. Nommé professeur agrégé en 1909, il enseigne un an au lycée Buffon à Paris avant d'obtenir un poste de préparateur à l'ENS, ce qui lui permet de préparer une thèse pour le doctorat ès sciences au laboratoire de physique de l'École, sous la direction d'Aimé Cotton, sur La dispersion anormale du pouvoir rotatoire moléculaire. Il soutient celle-ci devant la faculté des sciences de l'université de Paris en 1914, avant que n'éclate la Première Guerre mondiale.
Georges Bruhat est mobilisé avec un peu de retard, en 1915 seulement, en raison d'un problème de santé. Il est chargé de former une nouvelle section de repérage par le son, et de la commander sur le front. Les progrès qu'il apporte à cette technique, constatés sur le terrain par son chef de corps, lui vaudront la croix de guerre.
La paix revenue, Bruhat est nommé en novembre 1919 maître de conférences à la faculté des sciences de l'université de Lille, puis professeur titulaire en 1921. En 1927, Bruhat succède à Eugène Bloch à la maîtrise de conférences de physique de la faculté des sciences de l'université de Paris déléguée à l'ENS. Marcel Pauthenier, avec qui il avait collaboré dans ses travaux de recherche, lui succède à Lille d'abord comme maître de conférences puis comme professeur titulaire. Bruhat obtient peu après sa nomination à Paris le titre de professeur sans chaire. Il s'occupe, en plus de son enseignement à l'ENS, de la partie « physique céleste » du cours de la chaire de physique théorique et « physique céleste » de la faculté dont est titulaire Bloch. En 1938, la chaire de physique déléguée à l'ENS est rendue vacante par le départ à la retraite d'Henri Abraham, Bloch le remplace et, Bruhat succède à Bloch à la faculté. En fait, ce sont Pierre Auger, puis Alfred Kastler, qui se chargeront de la partie « physique théorique » du cours enseigné auparavant par Eugène Bloch. Pendant toutes ces années, Bruhat publie une œuvre d'enseignement exceptionnelle avec les quatre tomes de son Cours de physique générale : Électricité en 1924, Thermodynamique en 1926, Optique en 1930 et Mécanique en 1934, développement de son enseignement à l'université de Lille et en deuxième et troisième année à l'École normale supérieure de jeunes filles comme suppléant de Jean Perrin de 1928 à 1931.
En 1935, Georges Bruhat est nommé sous-directeur de l'ENS, où il est responsable de l'ensemble de la section des sciences, aux côtés du directeur Célestin Bouglé. C'est lui qui assure la liaison entre le ministère et les deux directeurs successifs du laboratoire de physique, Henri Abraham et Eugène Bloch, pour la construction en cours du nouveau bâtiment de physique rue Lhomond.
Pendant la Seconde Guerre mondiale, Georges Bruhat est nommé professeur titulaire de la chaire de physique déléguée à l'ENS le 1er octobre 1941 en remplacement d'Eugène Bloch, révoqué par Vichy, à la suite des lois anti juives du 3 octobre 1940. Directeur adjoint de l'École, il assure également l'intérim de Jérôme Carcopino à la direction de l'établissement de 1941 à 1942 alors que celui-ci est ministre. Le 4 août 1944, la Gestapo de la rue de la Pompe arrête Georges Bruhat et Jean Baillou, secrétaire général de l'École, les nazis leur reprochant de ne pas leur avoir communiqué les coordonnées d'un élève résistant qu'ils recherchaient. Emmenés à Fresnes, ils sont déportés au camp de Buchenwald par le convoi parti le 15 août 1944 de la gare de Pantin (« convoi des 57000 »). Ne recevant aucun soin, Georges Bruhat meurt d'une broncho-pneumonie doublée d'une pleurésie purulente au camp de déportation de Sachsenhausen le 1er janvier 1945. Yves Rocard lui succède comme professeur titulaire de la chaire de physique déléguée à l'ENS et directeur du laboratoire de physique.

## Œuvre scientifique
Bien qu'il ait écrit plusieurs articles de thermodynamique, Georges Bruhat était essentiellement un opticien, spécialisé dans le domaine des cristaux anisotropes, donnant lieu au phénomène de biréfringence, et davantage encore dans celui des milieux appelés « optiquement actifs », présentant un pouvoir rotatoire et parfois du dichroïsme circulaire. On se reportera avec fruit aux trois articles sur ces phénomènes, ou bien aux 150 pages environ correspondantes dans le livre d'optique de Bruhat lui-même.
Les premiers travaux de Bruhat sont consacrés à un phénomène alors récemment découvert par Aimé Cotton : le dichroïsme circulaire. On y observe une polarisation elliptique de la lumière, provoquée par une différence d'absorption entre les deux polarisations circulaires droite et gauche.
Dans la théorie électromagnétique, on représente la différence d'absorption par la différence des indices d'extinction {\displaystyle \kappa _{D}} et {\displaystyle \kappa _{G}}, qui sont les parties imaginaires des indices de réfraction complexes {\displaystyle (n_{D}+i\kappa _{D})} et {\displaystyle (n_{G}+i\kappa _{G})}. La théorie électromagnétique permet alors d'établir des relations mathématiques entre les variations en fréquence (ou en longueur d'onde) de la partie réelle {\displaystyle n_{D}} et de la partie imaginaire {\displaystyle \kappa _{D}} de la même fonction complexe (et symétriquement avec la lettre G au lieu de D) ; on obtient ainsi les formules de Ketteler-Helmholtz. Bruhat mesure donc, sur le même matériau, les variations en longueur d'onde du pouvoir rotatoire (dépendant des indices réels {\displaystyle n}), et du dichroïsme circulaire (dépendant des indices imaginaires {\displaystyle \kappa }) ; et il vérifie les formules théoriques.
Les variations de l'indice réel et de l'indice d'extinction (imaginaire) des matériaux optiques courants sont généralement beaucoup plus importantes dans la partie ultraviolette (UV) des longueurs d'onde, alors que les polarimètres d'usage courant ne fonctionnent qu'avec la lumière visible. Bruhat construit donc, dans son laboratoire, un nouveau polarimètre spécialisé pour la lumière UV, avec toutes les difficultés d'une époque où les détecteurs photoélectriques sont encore peu sensibles et les amplificateurs électroniques dans l'enfance. Les mesures réalisées avec cet appareil constituent une œuvre de pionnier dans le domaine de l'optique qu'il explore.

## Publications
- Georges Bruhat ; Cours de physique générale. Le cours comporte les quatre volumes suivants :
  - Électricité, Masson (8e édition-1963), 912 pp; revue par G. Goudet.
  - Thermodynamique, Masson (6e édition-1968), 912 p. 6e édition revue et augmentée par Alfred Kastler, prix Nobel de physique 1966.
  - Optique, Masson (6e édition-1965), 1026 p. 6e édition revue et augmentée par Alfred Kastler. Rééditée par Dunod (2004) :  (ISBN 2-10-048856-2).
  - Mécanique, Masson (6e édition-1967), 726 p. d'après son cours donné à l'École normale supérieure de jeunes filles, revue par A. Foch.
- Traité de Polarimétrie, éditions de la Revue d'Optique, 1930.
- Le Soleil, librairie Félix Alcan, Nouvelle collection scientifique, 1931.
- Les Etoiles, librairie Félix Alcan, Nouvelle collection scientifique, 1939.

## Distinctions
- Croix de guerre 1914–1918
- Médaille de la Résistance française à titre posthume (décret du 18 mai 1960)[2]